# Gare des Abrets - Fitilieu
Gare des Abrets - Fitilieu vasútállomás Franciaországban, Fitilieu településen.

## Vasútvonalak
Az állomást az alábbi vasútvonalak érintik:
- St-André-le-Gaz–Chambéry-vasútvonal

## Kapcsolódó állomások
A vasútállomáshoz az alábbi állomások vannak a legközelebb:
- Gare de Saint-André-le-Gaz
- Gare de Pont-de-Beauvoisin